# Bernhard Hasenclever
Bernhard Hasenclever (geboren am 29. Mai 1878 in Remscheid; gestorben am 25. Januar 1964 in Bad Ems) war ein deutscher Bürgermeister und zuletzt 1945/1946 Landrat des Unterlahnkreises.

## Leben
Hasenclever, Sohn eines Stadtrentmeisters, besuchte zunächst ein Realgymnasium, bevor er 1894 als Volontär in den Dienst der Stadtverwaltung Remscheid trat, wo er 1897 zum Assistenten und im Jahr 1900 zum Stadtsekretär befördert wurde. Bei der Ausschreibung der Bürgermeisterstelle in der Stadt Nassau bewarb er sich im August 1905 erfolgreich, die Stadtverordnetenversammlung wählte ihn einstimmig. Nach seinem Dienstantritt am 2. Januar 1906 bekleidete er das Amt fast 15 Jahre. In dieser Zeit war er Mitgründer des Stadtarchivs und Förderer der ortsgeschichtlichen Sammlung. Einige kommunale Neubauten entstanden, wie die heutige Grundschule, aber auch staatliche Neubauten darunter für die Post oder die Landesbank. Darüber hinaus stand er dem örtlichen Gewerbeverein vor, war Mitglied weiterer Vereine und gehörte in der evangelischen Kirchengemeinde sowohl aktiv Kirchenvorstand und Kirchenchor an. 1917 noch auf Lebenszeit durch die Stadtverordnetenversammlung wiedergewählt, schied Hasenclever 1920 aus dem Amt. „In dankbarer Anerkennung der außerordentlichen Verdienste“ während seiner Amtszeit wurde Hasenclever nach seinem Ausscheiden am 15. Oktober 1920 zum Ehrenbürger von Nassau ernannt.
Hasenclever verzog nach Dortmund und übernahm dort Ende des Jahres 1920 die Leitung des Dortmunder General-Anzeigers. Die konsequente Haltung, die das Blatt in der Auseinandersetzung mit der NSDAP einnahm. trug dazu bei, dass nach der Machtergreifung im April 1933 ihr Verbot erfolgte.
Noch vor Kriegsende wurde Hasenclever im April 1945 durch die Besatzungsbehörden erneut als Bürgermeister der Stadt Nassau eingesetzt. Bereits vier Monate darauf wurde er am 29. August 1945 und in der Nachfolge von Wilhelm Hartung, den die Alliierten zuvor als Landrat des Unterlahnkreises absetzen ließen, zum neuen Landrat des Kreises beordert. Nur sechs Monate später, berief die Militärregierung Hasenclever ab und ersetzte ihn auftragsweise durch Regierungsdirektor Gerhard von Breitenbach, bevor Willi Kratt die Amtsgeschäfte übernahm.
Im Jahr 1956 erhielt Hasenclever für sein Lebenswerk den Verdienstorden der Bundesrepublik Deutschland 1. Klasse. Hasenclever starb 85-jährig in Bad Ems und wurde am 29. Januar 1964 in Nassau beigesetzt. 1976 wurde seine Witwe Aenne Hasenclever geb. Krüger an seiner Seite bestattet. Im April und Mai 2021 gestaltete der örtliche Bauhof die zwischenzeitlich verwitterte Familiengrabstätte im Rahmen der Friedhofserneuerung auf Beschluss der Stadt Nassau neu.